# Prefetto del pretorio
Il prefetto del pretorio (ma più correttamente «prefetto al pretorio», dal latino: praefectus praetorio maximus) fu una figura dell'amministrazione militare e civile dell'Impero romano. Nacque come titolo riservato al comandante della Guardia pretoriana, ovvero della guardia del corpo dell'imperatore, mentre durante il tardo impero divenne l'amministratore capo di una delle suddivisioni del tardo impero, le Prefetture del pretorio. Durante il periodo alto imperiale, i due prefetti del pretorio erano a capo di una struttura di comando che controllava i seguenti ufficiali: 9 tribuni (uno per coorte) e 54 centurioni.

## Alto Impero romano

### Principato
La carica fu istituita nel 2 a.C. per volere di Augusto, dopo che le nove coorti pretorie erano state create nel 27-26 a.C.. Furono due i prefetti del pretorio a cui era affidata la guardia pretoriana. I primi due furono Quinto Ostorio Scapula e Publio Salvio Apro. Poteva essere ricoperta solo da membri dell'ordine equestre.
Inizialmente, la prefettura del pretorio era la seconda carica del cursus equestre dopo l'ufficio di prefetto d'Egitto. Già in età giulio-claudia, tuttavia, la prefettura del pretorio crebbe di importanza, basti pensare alla vicinanza con la persona dell'imperatore che Seiano ebbe sotto Tiberio. Fu però solo sotto Vespasiano, quando il figlio Tito ottenne questa prestigiosa carica, che la prefettura pretoriana divenne la carica più importante dell'ordine equestre.
Il prefetto del pretorio era in primis un comandante militare, nel qual caso delle 9 coorti pretorie stanziate nell'Urbe; esse rappresentavano sotto diversi aspetti (armamento, addestramento e arruolamento) il corpo d'élite dell'esercito imperiale, dovendo garantire la sicurezza del princeps. Fra le sue file nell'Alto impero venivano arruolati i giovani delle famiglie in vista della municipalità italica, trampolino di lancio per una brillante carriera nell'ordine equestre. Oltre alla protezione del principe, che seguiva sempre anche fuori da Roma, il prefetto del pretorio fu più volte a capo delle proprie forze anche in battaglie campali come nel caso di Cornelio Fusco al tempo di Domiziano, di Tiberio Claudio Liviano al tempo della conquista della Dacia di Traiano, di Publio Tarutieno Paterno al tempo delle guerre marcomanniche sotto Marco Aurelio o di Timesiteo durante la campagna sasanide di Gordiano III.
Il prefetto del pretorio, ciononostante, ebbe già a partire dall'età giulio-claudia una delega di funzioni civili e soprattutto giudiziarie, attraverso le quali il prefetto risolveva contese di diversa natura, per la maggior parte inerenti contese fra comunità in ambito italico. In sostanza, il prefetto del pretorio divenne con il tempo il capo della cancelleria palatina, preludendo la svolta 'civile' e amministrativa della prefettura del pretorio tardo-antica.

### Lista prefetti del pretorio nell'Alto Impero

#### Giulio - Claudia (2 a.C. - 68 d.C.)
| Prefetto del pretorio   | Durata mandato | Imperatore servito |
| ----------------------- | -------------- | ------------------ |
| Publio Salvio Apro      | 2 a.C. – ??    | Augusto            |
| Quinto Ostorio Scapula  | 2 a.C. – ??    | Augusto            |
| Publio Vario Ligure     | ?? – ??        | Augusto            |
| Lucio Seio Strabone     | ?? – 14        | Augusto, Tiberio   |
| Lucio Elio Seiano       | 14 – 31        | Tiberio            |
| Nevio Sutorio Macrone   | 31 – 38        | Tiberio, Caligola  |
| Marco Arrecino Clemente | 38 – 41        | Caligola           |
| Lucio Arrunzio Stella   | 38 – 41        | Caligola           |
| Rufrio Pollione         | 41 – 43        | Claudio            |
| Catonio Giusto          | 41 – 43        | Claudio            |
| Rufrio Crispino         | 43 – 50        | Claudio            |
| Lusio Geta              | 47 – 50        | Claudio            |
| Sesto Afranio Burro     | 50 – 62        | Claudio, Nerone    |
| Lucio Fenio Rufo        | 62 – 65        | Nerone             |
| Gaio Ofonio Tigellino   | 62 – 68        | Nerone             |
| Gaio Ninfidio Sabino    | 65 – 68        | Nerone             |

#### Anno dei quattro imperatori
| Prefetto        | Durata mandato | Imperatore servito |
| --------------- | -------------- | ------------------ |
| Cornelio Lacone | 68 – 69        | Galba              |
| Plozio Firmo    | 69 – 69        | Otone              |
| Licinio Proculo | 69 – 69        | Otone              |
| Publio Sabino   | 69 – 69        | Vitellio           |
| Alfenio Varo    | 69 – 69        | Vitellio           |
| Giunio Prisco   | 69 – 69        | Vitellio           |

#### Dinastia Flavia (69-96)
| Prefetto                  | Durata mandato | Imperatore servito                                |
| ------------------------- | -------------- | ------------------------------------------------- |
| Tito                      | (71-79?)       | Vespasiano                                        |
| Tiberio Giulio Alessandro | (70-81?)       | Tito                                              |
| Cornelio Fusco            | (81-86)        | Domiziano                                         |
| Gaio Rutilio Gallico      | (90-92)        | Domiziano                                         |
| Casperio Eliano           | (92-98)        | Domiziano e Nerva (fu mandato a morte da Traiano) |

#### Imperatori adottivi e Antonini (96-192)
| Prefetto                                   | Durata mandato | Imperatore servito                                                                           |
| ------------------------------------------ | -------------- | -------------------------------------------------------------------------------------------- |
| Tiberio Claudio Liviano                    | (98?-117?)     | Traiano                                                                                      |
| Publio Acilio Attiano                      | (118-119)      | Adriano                                                                                      |
| Gaio Septicio Claro                        | (?)            | Adriano                                                                                      |
| Marcio Liviano Turbone                     | (119-139?)     | Adriano                                                                                      |
| Marco Gavio Massimo                        | (139-158)      | Antonino Pio                                                                                 |
| Furio Vittorino e Sesto Cornelio Repentino | (158 - 168?)   | dalla fine del principato di Antonino Pio agli inizi di quello di Marco Aurelio e Lucio Vero |
| Tarutieno Paterno                          | (178-182)      | Marco Aurelio e Commodo                                                                      |
| Tigidio Perenne                            | (180-185/6)    | Commodo                                                                                      |
| Marco Aurelio Cleandro                     | (187-189)      | Commodo                                                                                      |
| Quinto Emilio Leto                         | (189)          | Commodo                                                                                      |
| Lucio Giulio Veilio Grato Giuliano         | (188-189)      | Commodo                                                                                      |

#### I Severi (193-235)
| Prefetto                                        | Durata mandato                                                         | Imperatore servito        |
| ----------------------------------------------- | ---------------------------------------------------------------------- | ------------------------- |
| Gaio Fulvio Plauziano                           | (197-205)                                                              | Settimio Severo           |
| Quinto Emilio Saturnino                         | (200)                                                                  | Settimio Severo           |
| Emilio Papiniano                                | (203-211)                                                              | Settimio Severo           |
| Quinto Mecio Leto                               | (205-211)                                                              | Settimio Severo           |
| Sesto Vario Marcello                            | (211 circa)                                                            | Settimio Severo/Caracalla |
| Marco Opellio Macrino e Marco Oclatinio Avvento | (216-217)                                                              | Caracalla                 |
| Marco Oclatinio Avvento                         | (217)                                                                  | Macrino                   |
| Ulpio Giuliano                                  | (217-218)                                                              | Macrino?                  |
| Gannys                                          | (218)                                                                  | Eliogabalo                |
| Giulio Flaviano e Geminio Cresto                | (222) - assassinati per ordine di Eneo Domizio Ulpiano                 | Alessandro Severo         |
| Eneo Domizio Ulpiano                            | (222-223) - assassinato dai pretoriani                                 | Alessandro Severo         |
| Lucio Seio Sallustio                            | (225-227) - giustiziato per ordine dell'imperatrice madre Giulia Mamea | Alessandro Severo         |
| Giulio Paolo                                    | (228-235)                                                              | Alessandro Severo         |

#### Dall'anarchia militare a Diocleziano (235-296)
| Prefetto                              | Durata mandato | Imperatore servito            |
| ------------------------------------- | -------------- | ----------------------------- |
| Timesiteo                             | (241-243)      | Gordiano III                  |
| Gaio Giulio Prisco                    | (242-244?)     | Gordiano III                  |
| Filippo l'Arabo                       | (243-244)      | Gordiano III                  |
| Successiano?                          | (253?-260?)    | Valeriano                     |
| Ablavio Murena                        | (253?-260?)    | Valeriano/Gallieno            |
| Silvano                               | (260)          | Gallieno                      |
| Lucio Petronio Tauro Volusiano        | (260-268?)     | Gallieno                      |
| Ballista                              | (260-261)      | Macriano Maggiore             |
| Aurelio Eracliano                     | (267-268)      | Gallieno                      |
| Giulio Placidiano                     | (270 circa)    | Claudio il Gotico o Aureliano |
| Marco Annio Floriano                  | (276)          | Marco Claudio Tacito          |
| Marco Aurelio Caro                    | (282)          | Marco Aurelio Probo           |
| Arrio Apro                            | (283-284)      | Marco Aurelio Caro            |
| Tito Claudio Marco Aurelio Aristobulo | (282-285)      | Marco Aurelio Carino          |
| Giulio Asclepiodoto                   | (290-296)      | Massimiano e Costanzo Cloro   |

## Basso Impero romano

### Dalla riforma tetrarchica allaNotitia dignitatum, attraverso Costantino

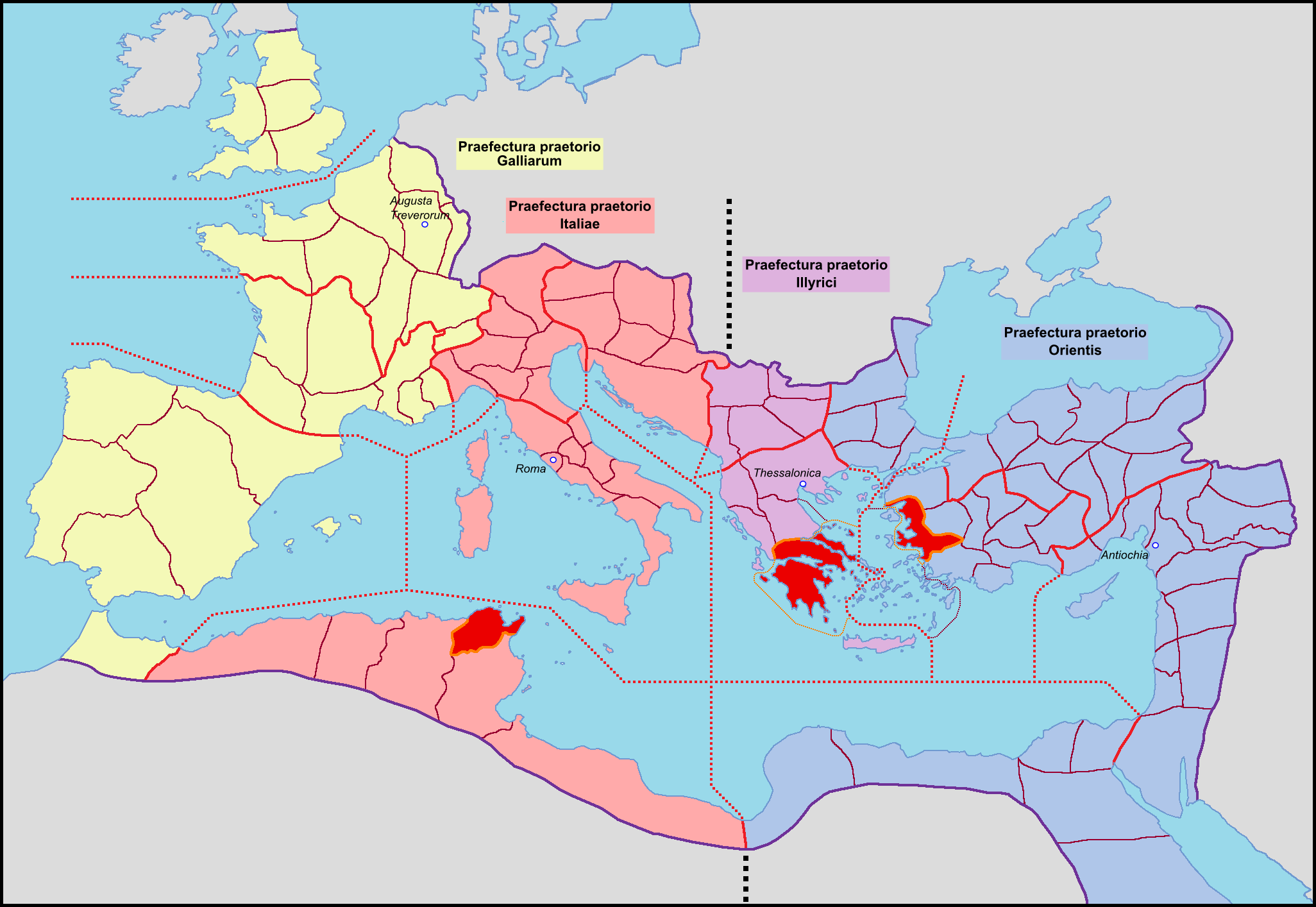
Le quattro prefetture del pretorio.

Si ritiene che nel 293, con la riforma tetrarchica, Diocleziano abbia suddiviso l'impero in quattro prefetture:
- la prefettura delle Gallie, comprendente la Gallia, la Spagna e la Britannia, con capitale Treviri;
- la prefettura d'Italia, comprendente Italia  e Africa, con capitale Milano, in seguito con capitale a Ravenna.
- la prefettura per l'Oriente, comprendente le province orientali e l'Egitto, con capitale Nicomedia;
- la prefettura per l'Illirico, comprendente le province balcaniche, con capitale Sirmio.

In realtà tale teoria è stata contestata recentemente ad esempio dal Porena, il quale ritiene che i prefetti del pretorio in età dioclezianea fossero non quattro ma due, uno per ogni augusto, come sembrerebbe confermare un'iscrizione rinvenuta a Brescia. Secondo Zosimo, prima di Costantino i prefetti del pretorio erano due e svolgevano le seguenti funzioni:
(Zosimo, Storia Nuova, II,32.2 (traduzione di Fabrizio Conca).)
Sotto Costantino I i prefetti furono privati in parte del potere militare, lasciando loro ancora compiti di logistica militare, e diventarono amministratori delle grandi prefetture in cui era diviso l'impero.
I prefetti del pretorio all'epoca di Costantino e dei suoi successori svolgevano le seguenti funzioni:
1. la suprema amministrazione della giustizia e delle finanze.
2. l'applicazione e, in alcuni casi, la modifica degli editti generali.
3. controllo dei governatori delle province, i quali in caso di negligenza o corruzione venivano destituiti e/o puniti.
4. Inoltre il tribunale del prefetto poteva giudicare ogni questione importante, civile o penale, e la sua sentenza era considerata definitiva, al punto che neanche gli imperatori osavano lamentarsi della sentenza del prefetto.

Il prefetto del pretorio poteva nominare e destituire i governatori provinciali, anche se per la destituzione occorreva la ratifica dell'Imperatore. Il prefetto riceveva a cadenza regolare rapporti dai vicari e dai governatori provinciali, in modo da poter controllare il loro operato. Si occupava inoltre del pagamento e del rifornimento delle armate. Dal punto di vista legislativo poteva emanare di propria iniziativa edicta (editti), a condizione che non violassero leges (leggi) preesistenti. Dal punto di vista giudiziario, inoltre, il prefetto era un giudice supremo d'appello.
A confermare l'alta posizione del prefetto nella gerarchia imperiale era il fatto che gli fosse concesso di indossare un abito di porpora, che differiva da quello dell'Imperatore solo per la lunghezza (raggiungeva le ginocchia invece dei piedi). Al suo ingresso tutti gli ufficiali militari avrebbero dovuto inginocchiarsi, un residuo del fatto che in origine il prefetto del pretorio non era una carica civile bensì militare. Gli imperatori controbilanciavano l'importanza e la potenza dei prefetti del pretorio con la breve durata della carica.
Roma e Costantinopoli si sottraevano alla giurisdizione del prefetto del pretorio. In queste due grandi capitali l'amministrazione era affidata ai prefetti della città (o praefecti urbi). Essi avevano la stessa dignità dei prefetti del pretorio. Anche i proconsoli di Acaia e Africa non dipendevano né dal vicario né dal prefetto del pretorio ma direttamente dall'Imperatore.
Ogni prefettura venne divisa in diocesi. All'epoca di Costantino l'Impero era suddiviso in tredici diocesi, di cui una (Oriente) era governata da un Comes Orientis, un'altra (Egitto) da un Prefetto Augusteo, e le altre undici da altrettanti vicarii o agentes vices praefectorum praetorii (viceprefetti), i quali sottostavano all'autorità del prefetto del pretorio. Ogni diocesi era ulteriormente suddivisa in province.
Secondo Zosimo la divisione dell'Impero nelle quattro prefetture delle Gallie, d'Italia, dell'Illirico e dell'Oriente sarebbe da attribuirsi proprio a Costantino:
(Zosimo, Storia Nuova, II,33.1-2 (traduzione di Fabrizio Conca).)
In realtà gli studiosi dubitano della correttezza di tale passo, sostenendo che tale suddivisione si stabilizzò soltanto all'epoca del regno congiunto di Valentiniano I (364-375) e Valente (364-378). Secondo il Porena, comunque, dopo essere diventato imperatore unico nel 324, Costantino, ritenendo insufficiente un solo prefetto del pretorio per tutto l'Impero (fino a quel momento vi era un prefetto del pretorio per ciascun imperatore), decise di suddividere l'Impero in cinque prefetture - Gallie, Africa, Italia, Illirico e Oriente - ponendo a capo dell'amministrazione civile di ognuna di esse un prefetto del pretorio. Il prefetto del pretorio regionale, privato di ogni potere militare, supervisionava l'operato in ambito fiscale e giudiziario dei vicarii e dei governatori provinciali posti alle sue dipendenze. Tale riorganizzazione non durò: alla morte di Costantino nel 337, allorquando i suoi tre figli si spartirono l'Impero, le prefetture d'Africa e d'Illirico furono abolite, aggregate a quella d'Italia, e si tornò al principio di un prefetto del pretorio per ogni Augusto. L'impero si trovò così diviso in tre parti: la prefettura delle Gallie ad occidente (affidata a Costantino II), quella centrale o d'Italia (affidata a Costante I) e quella orientale (affidata a Costanzo II). Tuttavia, quando nel 340 l'Imperatore Costante I si annetté i domini gallici del fratello Costantino II, mantenne la prefettura del pretorio delle Gallie, con il risultato che ora controllava due prefetture. Lo stesso fece Costanzo II quando sconfisse l'usurpatore Magnenzio e unificò l'Impero: mantenne la suddivisione in tre prefetture del pretorio nonostante fosse diventato ormai imperatore unico. Sotto Costanzo II e i suoi due fratelli Costante I e Costantino II, dunque, la suddivisione in prefetture divenne gradualmente permanente. Nel 356-357 venne, infine, creata la quarta prefettura, quella dell'Illirico, che ritroviamo nella Notitia dignitatum (databile ad un periodo attorno alla morte di Teodosio I, 395 circa).

### Da Giustiniano a Eraclio
L'Imperatore Giustiniano I (527-565) apportò alcune modifiche al sistema provinciale che si discostarono dai principi di Diocleziano: queste riforme prevedevano infatti per determinate regioni dell'Impero l'accentramento del potere civile e militare (che secondo Diocleziano dovevano rimanere separati) nelle mani di un'unica persona, la soppressione di alcune diocesi e l'accorpamento di province più piccole in province più grandi.. Queste riforme risalgono agli anni 535 e 536 e sono motivate dal tentativo di porre fine ai conflitti tra autorità civile e autorità militare. Cipro e Rodi, le Cicladi, la Caria, la Mesia e la Scizia vennero unite nella cosiddetta "Prefettura delle Isole" e posta sotto il comando di un quaestor exercitui residente a Odesso. Giustiniano abolì inoltre le diocesi della prefettura d'Oriente degradando i suoi vicarii a semplici governatori provinciali: per esempio il Comes Orientis (vicario della diocesi di Oriente) fu degradato a governatore della Syria Prima, i vicarii delle soppresse diocesi di Asia e di Ponto furono degradati a governatori rispettivamente della Frigia Pacatiana e Galazia Prima. Quando, tredici anni dopo, la diocesi del Ponto venne ripristinata per gravi problemi interni, il vicario ottenne poteri anche militari, per poter contrastare più efficacemente i banditi che infestavano la regione. L'Imperatore, inoltre, limitò l'autorità del Prefetto Augusteo (il vicario d'Egitto) alle sole province di Alessandria e di Aegyptus I e II con il titolo di dux e con autorità sia civile che militare. Le province della Tebaide vennero invece affidate al dux di Tebaide mentre le due Libie vennero governate dal dux di Libia. Il risultato fu che la diocesi d'Egitto venne scissa in cinque circoscrizioni (gruppi di province) indipendenti tra loro, governate da duces con autorità sia civile sia militare e dipendenti dal prefetto d'Oriente. Quando le armate di Giustiniano riuscirono nell'impresa di riconquistare gran parte dell'Occidente (Italia, Africa, Spagna meridionale e isole del mediterraneo), l'Imperatore decise di ripristinare la prefettura del pretorio d'Africa (la Spagna venne incorporata nella prefettura d'Africa), mentre la prefettura del pretorio d'Italia fu semplicemente reincorporata all'Impero (aveva continuato ad esistere anche sotto il dominio di Odoacre e degli Ostrogoti).
L'invasione longobarda accelerò quella tendenza, già cominciata sotto il regno di Giustiniano, di accentrare autorità civile e militare nelle mani di un'unica persona, in aperto contrasto con la divisione dei poteri tra prefetto del pretorio e magister militum introdotta da Diocleziano e Costantino. Già sotto il regno di Giustiniano, le cariche di prefetto del pretorio d'Africa e di magister militum Africae in più occasioni furono ricoperte contemporaneamente dalla stessa persona, che diventava di fatto la massima autorità sia civile che militare della prefettura del pretorio d'Africa. In Italia, invece, Giustiniano mantenne la divisione dei poteri civili e militari in due persone distinte, ma in ogni caso il generalissimo (strategos autokrator), la massima autorità militare nella Penisola, tendeva a usurpare prerogative delle autorità civili. Anche sotto i successori di Giustiniano, questa tendenza proseguì. Probabilmente il prefetto del pretorio d'Italia Longino era stato nominato anche generalissimo delle forze armate di stanza nella Penisola.
A partire dal 584 la massima autorità civile e militare nell'Italia bizantina è attestata dalle fonti recare il titolo di esarca. Il primo riferimento nelle fonti dell'epoca alla presenza di un esarca a Ravenna si ebbe in una lettera redatta nel 584 da Papa Pelagio II. Secondo alcuni storici moderni, l'esarcato, all'epoca della lettera (584), doveva essere stato istituito da poco tempo. Una lettera di papa Gregorio I datata 591 attesta la presenza di un esarca anche a Cartagine. In passato, studiosi come Georg Ostrogorsky avevano supposto che la creazione dell'esarcato fosse una precisa riforma attribuibile all'imperatore Maurizio (582-602), volta ad arginare l'invasione longobarda: per Ostrogorsky, Maurizio, creando gli esarcati di Ravenna e Cartagine, cercò di rendere i residui territori in Occidente in grado di difendersi da sé dai Longobardi senza dover dipendere da eventuali aiuti da Costantinopoli; per volere dell'Imperatore «l'amministrazione sia militare che politica fu affidata agli esarchi», inaugurando «il periodo della militarizzazione dell'amministrazione bizantina» e precorrendo «il sistema dei temi».
Più recentemente questa tesi storiografica è stata contestata: in particolare, si è rimarcato come l'istituzione degli esarcati fosse stato il risultato di un'evoluzione graduale durata decenni e non di un cambiamento repentino ascrivibile alla volontà di un singolo imperatore. Secondo Ravegnani la presunta riforma degli esarcati, lungi dall'essere una vera e propria riforma, sarebbe consistita in un mero cambiamento di denominazione della massima autorità militare, come conferma il fatto che i poteri militari dell'esarca coincidessero in massima parte con quelli goduti dallo strategos autokrator di età giustinianea. Di fatto, fino a metà del VII secolo, il prefetto del pretorio d'Italia continuò ad esercitare le sue funzioni, sebbene fosse subordinato all'esarca, il quale, tuttavia, secondo Cosentino, «non subentrò affatto, almeno nell'immediato, alle loro tradizionali funzioni».  L'epistolario di papa Gregorio I attesta ancora a fine VI secolo l'esistenza dei vicarii del prefetto del pretorio (sebbene denominati agentes vices), nonché degli iudices provinciae. Essi di fatto erano subordinati all'autorità militare, «un fenomeno d'altronde già in atto durante l'epoca giustinianea e inevitabile conseguenza della preminenza delle necessità militari in una regione come l'Italia, soggetta a uno stato di guerra pressoché permanente». Le autorità civili in Italia scomparvero nelle fonti solo a metà VII secolo, e solo allora si ebbe il definitivo accentramento dei poteri civili e militari da parte delle autorità militari, come l'esarca e i duchi a lui subordinati.
L'epistolario di papa Gregorio I attesta che durante il regno di Maurizio in due occasioni furono inviati in Italia funzionari da Costantinopoli per controllare l'operato in ambito finanziario del prefetto del pretorio in carica. Secondo il Cosentino, ciò sarebbe sintomo di una diminuita libertà di azione dei prefetti del pretorio e di una crescente tendenza alla centralizzazione che avrebbe successivamente caratterizzato il periodo mediobizantino.
Le mutilazioni territoriali subite sotto il regno di Eraclio I, con la perdita definitiva di Siria ed Egitto, conquistate dagli Arabi, e l'occupazione delle province dell'Illirico da parte degli Slavi, misero in crisi l'organizzazione dell'Impero in prefetture del pretorio. Il prefetto del pretorio d'Oriente è attestato con certezza per l'ultima volta in una legge del 629, mentre, a partire dalla fine del VII secolo, il prefetto del pretorio d'Illirico cambiò denominazione in prefetto di Tessalonica, dato che, in seguito alle conquiste slave, la zona sotto il suo controllo si era ridotta alla sola città di Tessalonica e i suoi immediati dintorni. In Italia e in Africa i prefetti del pretorio sono attestati fino alla prima metà del VII secolo per poi scomparire anch'essi dalle fonti.
La struttura amministrativa dell'Impero fu riformata a causa delle necessità militari del momento, con l'istituzione dei primi themata (o temi) in Asia Minore. Secondo l'Ostrogorsky la riforma dei themata sarebbe stata opera dell'Imperatore Eraclio; secondo il Treadgold sarebbe stata invece opera di Costante II; secondo altri studiosi, invece, non fu opera di nessun specifico imperatore ma i themata si sarebbero formati nel corso di un processo graduale durato decenni. Inizialmente i themata erano semplicemente gli antichi eserciti di campo costretti a ritirarsi in Asia Minore in seguito alle conquiste islamiche di Siria ed Egitto (thema in greco significa "corpo d'armata"). Gradualmente i territori la cui difesa era stata affidata al thema inteso come esercito presero il nome del thema stesso, per cui il termine thema assunse anche l'accezione di "circoscrizione militare". A causa delle necessità belliche in regioni continuamente devastate da eserciti nemici, le autorità civili ancora esistenti finirono per essere subordinate alle autorità militari, in particolare allo strategos, il comandante dell'esercito tematico. L'istituzione dei temi dell'Asia minore non causò la scomparsa delle vecchie province romane che continuarono a esistere all'interno dei temi, formando raggruppamenti simili alle vecchie diocesi amministrati dal proconsole del tema (ritenuto l'equivalente del vicario). Tuttavia i proconsoli di un tema erano comunque subordinati al loro stratego, dal momento che i temi comprendevano più province. Le antiche province (eparchie) continuarono invece a esistere all'interno dei Temi fino alla seconda metà del IX secolo, quando venne abolita la carica di Proconsole del Tema.
Secondo alcuni studiosi, il prefetto del pretorio d'Oriente potrebbe essere rimasto in funzione a Costantinopoli fino alla prima metà del IX secolo, come attesterebbero due testi del IX secolo, il De cerimoniis e il Taktikon Uspenskji. Il prefetto del pretorio d'Oriente, pur avendo perso molti dei suoi poteri giurisdizionali a livello fiscale, sembrerebbe aver detenuto ancora poteri giudiziari. Sotto il suo controllo erano posti eparchi e proconsoli, amministratori civili delle province in cui erano suddivisi i temi. Solo con la metà del IX secolo, con l'introduzione dei protonotarioi, le cariche di prefetto del pretorio e di eparchi e proconsoli tematici sarebbero state abolite.